# Kratzenburg
Kratzenburg é um município da Alemanha localizado no distrito de Rhein-Hunsrück, estado da Renânia-Palatinado.
Pertence ao Verbandsgemeinde do Hunsrück-Mittelrhein.